# تامی بلنکین‌سوپ
تامی بلنکین‌سوپ (انگلیسی: Tommy Blenkinsopp; ۱۳ مهٔ ۱۹۲۰ – ۲۹ ژانویهٔ ۲۰۰۴) بازیکن فوتبال اهل بریتانیا بود.
از باشگاه‌هایی که در آن بازی کرده‌است می‌توان به باشگاه فوتبال میدلزبرو، باشگاه فوتبال بلیث اسپارتانس، و باشگاه فوتبال گریمزبی تاون اشاره کرد.